# Conops bicingulatus
Conops bicingulatus är en tvåvingeart som beskrevs av Camras 2000. Conops bicingulatus ingår i släktet Conops och familjen stekelflugor.
Artens utbredningsområde är Tanzania. Inga underarter finns listade i Catalogue of Life.